# Élections municipales de 2014 en Maine-et-Loire
Les élections municipales se sont déroulées les 23 et 30 mars 2014 en Maine-et-Loire.

## Maires sortants et maires élus
Au cours de ce scrutin, plusieurs changements d'importance sont à signaler. Angers, bastion de la gauche depuis 1977, passe à droite. La gauche se fragilise avec la perte de Bouchemaine, Montreuil-Bellay, Montreuil-Juigné et Mûrs-Erigné. Elle compense à peine ces revers avec le gain de Saumur, troisième ville du département. En plus de ravir le chef-lieu du département à la gauche, la droite s'impose également à Chemillé-Melay et Saint-Sylvain-d'Anjou.
| Commune                  | Population | Maire sortant                   | Parti | Parti | Maire élu                | Parti | Parti |
| ------------------------ | ---------- | ------------------------------- | ----- | ----- | ------------------------ | ----- | ----- |
| Angers                   | 148 803    | Frédéric Béatse                 |       | PS    | Christophe Béchu         |       | UMP   |
| Avrillé                  | 12 808     | Marc Laffineur                  |       | UMP   | Marc Laffineur           |       | UMP   |
| Baugé-en-Anjou           | 6 289      | Philippe Chalopin               |       | UMP   | Philippe Chalopin        |       | UMP   |
| Beaucouzé                | 4 865      | Didier Roisné                   |       | PS    | Didier Roisné            |       | PS    |
| Beaufort-en-Vallée       | 6 409      | Jean-Charles Taugourdeau        |       | UMP   | Jean-Charles Taugourdeau |       | UMP   |
| Beaupréau                | 6 856      | Gérard Chevalier                |       | DVD   | Gérard Chevalier         |       | DVD   |
| Bouchemaine              | 6 317      | Anne-Sophie Hocquet-de Lajartre |       | PS    | Véronique Maillet        |       | UMP   |
| Chalonnes-sur-Loire      | 6 551      | Stella Dupont                   |       | PS    | Stella Dupont            |       | PS    |
| Chemillé-Melay           | 8 693      | Michel Mignard                  |       | DIV   | Lionel Cottenceau        |       | DVD   |
| Cholet                   | 54 421     | Gilles Bourdouleix              |       | CNIP  | Gilles Bourdouleix       |       | CNIP  |
| Doué-la-Fontaine         | 7 519      | Jean-Pierre Pohu                |       | UMP   | Michel Pattée            |       | DVD   |
| Les Ponts-de-Cé          | 11 780     | Joël Bigot                      |       | PS    | Joël Bigot               |       | PS    |
| Longué-Jumelles          | 6 832      | Frédéric Mortier                |       | DVD   | Frédéric Mortier         |       | DVD   |
| Maulévrier               | 3 242      | Jean-Pierre Chavassieux         |       | DVD   | Jean-Pierre Chavassieux  |       | DVD   |
| Mazé                     | 4 879      | Christophe Pot                  |       | DVD   | Christophe Pot           |       | DVD   |
| Montjean-sur-Loire       | 3 028      | Christian Maillet               |       | DVD   | Christian Maillet        |       | DVD   |
| Montreuil-Bellay         | 4 034      | Jocelyne Martin                 |       | DVG   | Marc Bonnin              |       | DVD   |
| Montreuil-Juigné         | 7 135      | Bernard Witasse                 |       | PS    | Stéphane Piednoir        |       | UMP   |
| Mûrs-Erigné              | 5 348      | Philippe Bodard                 |       | EELV  | Damien Coiffard          |       | DVD   |
| Saint-Barthélemy-d'Anjou | 8 600      | Jean-François Jeanneteau        |       | DVD   | Dominique Bréjeon        |       | DVD   |
| Saint-Macaire-en-Mauges  | 6 970      | Jacques Hy                      |       | UDI   | Isabelle Volant          |       | DVD   |
| Saint-Sylvain-d'Anjou    | 4 449      | Claude Genevaise                |       | DIV   | François Gernigon        |       | DVD   |
| Saumur                   | 27 093     | Michel Apchin                   |       | UMP   | Jean-Michel Marchand     |       | PRG   |
| Segré                    | 6 921      | Gilles Grimaud                  |       | DVD   | Gilles Grimaud           |       | DVD   |
| Tiercé                   | 4 232      | André Seguin                    |       | DVD   | André Seguin             |       | DVD   |
| Trélazé                  | 12 562     | Marc Goua                       |       | PS    | Marc Goua                |       | PS    |
| Vihiers                  | 4 315      | Philippe Algoët                 |       | DVD   | Philippe Algoët          |       | DVD   |

## Résultats dans les communes de plus de3 000 habitants

### Angers
- Maire sortant : Frédéric Béatse (PS)
- 55 sièges à pourvoir au conseil municipal (population légale 2011 : 148 803 habitants)
- 44 sièges à pourvoir au conseil communautaire (CU Angers Loire Métropole)

| Tête de liste            | Tête de liste       | Liste           | Premier tour | Premier tour | Second tour | Second tour | Sièges | Sièges |
| Tête de liste            | Tête de liste       | Liste           | Voix         | %            | Voix        | %           | CM     | CC     |
| ------------------------ | ------------------- | --------------- | ------------ | ------------ | ----------- | ----------- | ------ | ------ |
|                          | Christophe Béchu    | UMP             | 18 365       | 35,91        | 27 975      | 54,36       | 43     | 34     |
|                          | Frédéric Béatse *   | PS-PCF-EELV     | 13 691       | 26,77        | 23 486      | 45,63       | 12     | 10     |
|                          | Jean-Luc Rotureau   | PS diss.        | 8 288        | 16,20        |             |             |        |        |
|                          | Laurent Gerault     | UDI             | 3 806        | 7,44         |             |             |        |        |
|                          | Gaétan Dirand       | FN              | 3 443        | 6,73         |             |             |        |        |
|                          | Nathalie Sévaux     | SE              | 1 683        | 3,29         |             |             |        |        |
|                          | Martin Nivault      | PG-NPA-Ensemble | 1 075        | 2,10         |             |             |        |        |
|                          | Marie-José Faligant | LO              | 477          | 0,93         |             |             |        |        |
|                          | Hubert Lardeux      | POI             | 307          | 0,60         |             |             |        |        |
|                          |                     |                 |              |              |             |             |        |        |
| Inscrits                 | Inscrits            | Inscrits        | 88 281       | 100,00       | 88 311      | 100,00      |        |        |
| Abstentions              | Abstentions         | Abstentions     | 35 995       | 40,77        | 34 153      | 38,67       |        |        |
| Votants                  | Votants             | Votants         | 52 286       | 59,23        | 54 158      | 61,33       |        |        |
| Blancs et nuls           | Blancs et nuls      | Blancs et nuls  | 1 151        | 2,20         | 2 697       | 4,98        |        |        |
| Exprimés                 | Exprimés            | Exprimés        | 51 135       | 97,80        | 51 461      | 95,02       |        |        |
| * Liste du maire sortant |                     |                 |              |              |             |             |        |        |

### Avrillé
- Maire sortant : Marc Laffineur (UMP)
- 33 sièges à pourvoir au conseil municipal (population légale 2011 : 12 808 habitants)
- 4 sièges à pourvoir au conseil communautaire (CU Angers Loire Métropole)

|                          | Marc Laffineur * | UMP-UDI        | 4 307  | 65,27  | 28 | 3 |  |  |
|                          | Catherine Jamil  | PS             | 2 291  | 34,72  | 5  | 1 |  |  |
|                          |                  |                |        |        |    |   |  |  |
| Inscrits                 | Inscrits         | Inscrits       | 10 654 | 100,00 |    |   |  |  |
| Abstentions              | Abstentions      | Abstentions    | 3 722  | 34,94  |    |   |  |  |
| Votants                  | Votants          | Votants        | 6 932  | 65,06  |    |   |  |  |
| Blancs et nuls           | Blancs et nuls   | Blancs et nuls | 334    | 4,82   |    |   |  |  |
| Exprimés                 | Exprimés         | Exprimés       | 6 598  | 95,18  |    |   |  |  |
| * Liste du maire sortant |                  |                |        |        |    |   |  |  |

### Baugé-en-Anjou
- Maire sortant : Philippe Chalopin (UMP)
- 29 sièges à pourvoir au conseil municipal (population légale 2011 : 6 289 habitants)
- 16 sièges à pourvoir au conseil communautaire (CC Baugeois Vallée)

|                          | Philippe Chalopin * | DVD            | 2 209 | 75,03  | 26 | 14 |  |  |
|                          | Patrice Renard      | DVD            | 735   | 24,96  | 3  | 2  |  |  |
|                          |                     |                |       |        |    |    |  |  |
| Inscrits                 | Inscrits            | Inscrits       | 4 557 | 100,00 |    |    |  |  |
| Abstentions              | Abstentions         | Abstentions    | 1 387 | 30,44  |    |    |  |  |
| Votants                  | Votants             | Votants        | 3 170 | 69,56  |    |    |  |  |
| Blancs et nuls           | Blancs et nuls      | Blancs et nuls | 226   | 7,13   |    |    |  |  |
| Exprimés                 | Exprimés            | Exprimés       | 2 944 | 92,87  |    |    |  |  |
| * Liste du maire sortant |                     |                |       |        |    |    |  |  |

### Beaucouzé
- Maire sortant : Didier Roisné (PS)
- 27 sièges à pourvoir au conseil municipal (population légale 2011 : 4 865 habitants)
- 2 sièges à pourvoir au conseil communautaire (CU Angers Loire Métropole)

|                          | Didier Roisné *    | PS             | 1 610 | 60,09  | 22 | 2 |  |  |
|                          | Bertrand Guiheneuf | DVD            | 1 069 | 39,90  | 5  |   |  |  |
|                          |                    |                |       |        |    |   |  |  |
| Inscrits                 | Inscrits           | Inscrits       | 4 108 | 100,00 |    |   |  |  |
| Abstentions              | Abstentions        | Abstentions    | 1 326 | 32,28  |    |   |  |  |
| Votants                  | Votants            | Votants        | 2 782 | 67,72  |    |   |  |  |
| Blancs et nuls           | Blancs et nuls     | Blancs et nuls | 103   | 3,70   |    |   |  |  |
| Exprimés                 | Exprimés           | Exprimés       | 2 679 | 96,30  |    |   |  |  |
| * Liste du maire sortant |                    |                |       |        |    |   |  |  |

### Beaufort-en-Vallée
- Maire sortant : Jean-Charles Taugourdeau (UMP)
- 29 sièges à pourvoir au conseil municipal (population légale 2011 : 6 409 habitants)
- 12 sièges à pourvoir au conseil communautaire (CC de Beaufort-en-Anjou)

|                          | Jean-Charles Taugourdeau * | DVD            | 1 862 | 67,65  | 25 | 10 |  |  |
|                          | Claude Berthelot           | DVG            | 890   | 32,34  | 4  | 2  |  |  |
|                          |                            |                |       |        |    |    |  |  |
| Inscrits                 | Inscrits                   | Inscrits       | 4 501 | 100,00 |    |    |  |  |
| Abstentions              | Abstentions                | Abstentions    | 1 622 | 36,04  |    |    |  |  |
| Votants                  | Votants                    | Votants        | 2 879 | 63,96  |    |    |  |  |
| Blancs et nuls           | Blancs et nuls             | Blancs et nuls | 127   | 4,41   |    |    |  |  |
| Exprimés                 | Exprimés                   | Exprimés       | 2 752 | 95,59  |    |    |  |  |
| * Liste du maire sortant |                            |                |       |        |    |    |  |  |

### Beaupréau
- Maire sortant : Gérard Chevalier (DVD)
- 29 sièges à pourvoir au conseil municipal (population légale 2011 : 6 856 habitants)
- 9 sièges à pourvoir au conseil communautaire (CC du Centre-Mauges)

|                          | Gérard Chevalier * | DVD            | 2 207 | 100,00 | 29 | 9 |  |  |
|                          |                    |                |       |        |    |   |  |  |
| Inscrits                 | Inscrits           | Inscrits       | 5 364 | 100,00 |    |   |  |  |
| Abstentions              | Abstentions        | Abstentions    | 2 485 | 46,33  |    |   |  |  |
| Votants                  | Votants            | Votants        | 2 879 | 53,67  |    |   |  |  |
| Blancs et nuls           | Blancs et nuls     | Blancs et nuls | 672   | 23,34  |    |   |  |  |
| Exprimés                 | Exprimés           | Exprimés       | 2 207 | 76,66  |    |   |  |  |
| * Liste du maire sortant |                    |                |       |        |    |   |  |  |

### Bouchemaine
- Maire sortant : Anne-Sophie Hocquet-de Lajartre (PS)
- 29 sièges à pourvoir au conseil municipal (population légale 2011 : 6 317 habitants)
- 2 sièges à pourvoir au conseil communautaire (CU Angers Loire Métropole)

| Tête de liste            | Tête de liste                     | Liste          | Premier tour | Premier tour | Second tour | Second tour | Sièges | Sièges |
| Tête de liste            | Tête de liste                     | Liste          | Voix         | %            | Voix        | %           | CM     | CC     |
| ------------------------ | --------------------------------- | -------------- | ------------ | ------------ | ----------- | ----------- | ------ | ------ |
|                          | Anne-Sophie Hocquet De Lajartre * | PS             | 1 531        | 41,20        | 1 720       | 44,67       | 6      |        |
|                          | Véronique Maillet                 | LR             | 1 384        | 37,24        | 1 756       | 45,61       | 22     | 2      |
|                          | Philippe Lucas                    | SE             | 801          | 21,55        | 374         | 9,71        | 1      |        |
|                          |                                   |                |              |              |             |             |        |        |
| Inscrits                 | Inscrits                          | Inscrits       | 5 379        | 100,00       | 5 379       | 100,00      |        |        |
| Abstentions              | Abstentions                       | Abstentions    | 1 498        | 27,85        | 1 445       | 26,86       |        |        |
| Votants                  | Votants                           | Votants        | 3 881        | 72,15        | 3 934       | 73,14       |        |        |
| Blancs et nuls           | Blancs et nuls                    | Blancs et nuls | 165          | 4,25         | 84          | 2,14        |        |        |
| Exprimés                 | Exprimés                          | Exprimés       | 3 716        | 95,75        | 3 850       | 97,86       |        |        |
| * Liste du maire sortant |                                   |                |              |              |             |             |        |        |

### Brain-sur-l'Authion
- Maire sortant : Daniel Joulin
- 23 sièges à pourvoir au conseil municipal (population légale 2011 : 3 378 habitants)
- 4 sièges à pourvoir au conseil communautaire (CC de la Vallée Loire-Authion)

|                | Huguette Macé                     | DVG            | 918   | 54,31  | 18 | 3 |  |  |
|                | Marie-Madeleine Da Silva-Beaulieu | DVD            | 772   | 45,68  | 5  | 1 |  |  |
|                |                                   |                |       |        |    |   |  |  |
| Inscrits       | Inscrits                          | Inscrits       | 2 538 | 100,00 |    |   |  |  |
| Abstentions    | Abstentions                       | Abstentions    | 763   | 30,06  |    |   |  |  |
| Votants        | Votants                           | Votants        | 1 775 | 69,94  |    |   |  |  |
| Blancs et nuls | Blancs et nuls                    | Blancs et nuls | 85    | 4,79   |    |   |  |  |
| Exprimés       | Exprimés                          | Exprimés       | 1 690 | 95,21  |    |   |  |  |

### Chalonnes-sur-Loire
- Maire sortant : Stella Dupont (PS)
- 29 sièges à pourvoir au conseil municipal (population légale 2011 : 6 551 habitants)
- 7 sièges à pourvoir au conseil communautaire (CC Loire Layon Aubance)

|                          | Stella Dupont *   | DVG            | 1 819 | 53,67  | 23 | 6 |  |  |
|                          | Thierry Blanchard | DVD            | 1 570 | 46,32  | 6  | 1 |  |  |
|                          |                   |                |       |        |    |   |  |  |
| Inscrits                 | Inscrits          | Inscrits       | 4 859 | 100,00 |    |   |  |  |
| Abstentions              | Abstentions       | Abstentions    | 1 327 | 27,31  |    |   |  |  |
| Votants                  | Votants           | Votants        | 3 532 | 72,69  |    |   |  |  |
| Blancs et nuls           | Blancs et nuls    | Blancs et nuls | 143   | 4,05   |    |   |  |  |
| Exprimés                 | Exprimés          | Exprimés       | 3 389 | 95,95  |    |   |  |  |
| * Liste du maire sortant |                   |                |       |        |    |   |  |  |

### Châteauneuf-sur-Sarthe
- Maire sortant : Maurice Jarry
- 23 sièges à pourvoir au conseil municipal (population légale 2011 : 3 122 habitants)
- 4 sièges à pourvoir au conseil communautaire (CC des Vallées du Haut-Anjou)

|                          | Maurice Jarry *         | DVD            | 793   | 59,13  | 19 | 3 |  |  |
|                          | Marc-Antoine Driancourt | SE             | 548   | 40,86  | 4  | 1 |  |  |
|                          |                         |                |       |        |    |   |  |  |
| Inscrits                 | Inscrits                | Inscrits       | 2 056 | 100,00 |    |   |  |  |
| Abstentions              | Abstentions             | Abstentions    | 641   | 31,18  |    |   |  |  |
| Votants                  | Votants                 | Votants        | 1 415 | 68,82  |    |   |  |  |
| Blancs et nuls           | Blancs et nuls          | Blancs et nuls | 74    | 5,23   |    |   |  |  |
| Exprimés                 | Exprimés                | Exprimés       | 1 341 | 94,77  |    |   |  |  |
| * Liste du maire sortant |                         |                |       |        |    |   |  |  |

### Chemillé-Melay
- Maire sortant : Michel Mignard
- 29 sièges à pourvoir au conseil municipal (population légale 2011 : 8 693 habitants)
- 10 sièges à pourvoir au conseil communautaire (CC de la Région de Chemillé)

|                | Lionel Cottenceau | DVD            | 2 262 | 54,25  | 23 | 8 |  |  |
|                | Bruno Gaudin      | DVD            | 1 333 | 31,97  | 4  | 2 |  |  |
|                | Gérard Lefebvre   | DVG            | 574   | 13,76  | 2  |   |  |  |
|                |                   |                |       |        |    |   |  |  |
| Inscrits       | Inscrits          | Inscrits       | 6 330 | 100,00 |    |   |  |  |
| Abstentions    | Abstentions       | Abstentions    | 2 020 | 31,91  |    |   |  |  |
| Votants        | Votants           | Votants        | 4 310 | 68,09  |    |   |  |  |
| Blancs et nuls | Blancs et nuls    | Blancs et nuls | 141   | 3,27   |    |   |  |  |
| Exprimés       | Exprimés          | Exprimés       | 4 169 | 96,73  |    |   |  |  |

### Cholet
- Maire sortant : Gilles Bourdouleix (UMP)
- 45 sièges à pourvoir au conseil municipal (population légale 2011 : 54 421 habitants)
- 25 sièges à pourvoir au conseil communautaire (CA Cholet Agglomération)

| Tête de liste            | Tête de liste        | Liste          | Premier tour | Premier tour | Second tour | Second tour | Sièges | Sièges |
| Tête de liste            | Tête de liste        | Liste          | Voix         | %            | Voix        | %           | CM     | CC     |
| ------------------------ | -------------------- | -------------- | ------------ | ------------ | ----------- | ----------- | ------ | ------ |
|                          | Gilles Bourdouleix * | DVD            | 10 093       | 46,86        | 11 530      | 55,49       | 35     | 20     |
|                          | Jean-Marc Vacher     | PS             | 4 764        | 22,12        | 9 248       | 44,50       | 10     | 5      |
|                          | Philippe Renaudet    | DVD            | 3 535        | 16,41        |             |             |        |        |
|                          | Franck Loiseau       | FG-EELV        | 2 340        | 10,86        |             |             |        |        |
|                          | Robert Cerisier      | LO             | 805          | 3,73         |             |             |        |        |
|                          |                      |                |              |              |             |             |        |        |
| Inscrits                 | Inscrits             | Inscrits       | 36 753       | 100,00       | 36 753      | 100,00      |        |        |
| Abstentions              | Abstentions          | Abstentions    | 14 522       | 39,51        | 15 025      | 40,88       |        |        |
| Votants                  | Votants              | Votants        | 22 231       | 60,49        | 21 728      | 59,12       |        |        |
| Blancs et nuls           | Blancs et nuls       | Blancs et nuls | 694          | 3,12         | 950         | 4,37        |        |        |
| Exprimés                 | Exprimés             | Exprimés       | 21 537       | 96,88        | 20 778      | 95,63       |        |        |
| * Liste du maire sortant |                      |                |              |              |             |             |        |        |

### Doué-la-Fontaine
- Maire sortant : Jean-Pierre Pohu
- 29 sièges à pourvoir au conseil municipal (population légale 2011 : 7 519 habitants)
- 10 sièges à pourvoir au conseil communautaire (CC de la Région de Doué la Fontaine)

|                | Michel Pattee  | DVD            | 2 237 | 58,02  | 23 | 8 |  |  |
|                | Bruno Cheptou  | DVG            | 1 618 | 41,97  | 6  | 2 |  |  |
|                |                |                |       |        |    |   |  |  |
| Inscrits       | Inscrits       | Inscrits       | 5 581 | 100,00 |    |   |  |  |
| Abstentions    | Abstentions    | Abstentions    | 1 630 | 29,21  |    |   |  |  |
| Votants        | Votants        | Votants        | 3 951 | 70,79  |    |   |  |  |
| Blancs et nuls | Blancs et nuls | Blancs et nuls | 96    | 2,43   |    |   |  |  |
| Exprimés       | Exprimés       | Exprimés       | 3 855 | 97,57  |    |   |  |  |

### Durtal
- Maire sortant : André Logeais
- 23 sièges à pourvoir au conseil municipal (population légale 2011 : 3 356 habitants)
- 9 sièges à pourvoir au conseil communautaire (CC Anjou Loir et Sarthe)

|                | Corinne Bobet  | DVG            | 1 004 | 61,07  | 19 | 8 |  |  |
|                | Joëlle Lombard | DVD            | 640   | 38,92  | 4  | 1 |  |  |
|                |                |                |       |        |    |   |  |  |
| Inscrits       | Inscrits       | Inscrits       | 2 459 | 100,00 |    |   |  |  |
| Abstentions    | Abstentions    | Abstentions    | 710   | 28,87  |    |   |  |  |
| Votants        | Votants        | Votants        | 1 749 | 71,13  |    |   |  |  |
| Blancs et nuls | Blancs et nuls | Blancs et nuls | 105   | 6,00   |    |   |  |  |
| Exprimés       | Exprimés       | Exprimés       | 1 644 | 94,00  |    |   |  |  |

### Écouflant
- Maire sortant : Dominique Delaunay
- 27 sièges à pourvoir au conseil municipal (population légale 2011 : 3 753 habitants)
- 1 sièges à pourvoir au conseil communautaire (CU Angers Loire Métropole)

|                | Denis Chimier  | DVG            | 1 442 | 100,00 | 27 | 1 |  |  |
|                |                |                |       |        |    |   |  |  |
| Inscrits       | Inscrits       | Inscrits       | 3 018 | 100,00 |    |   |  |  |
| Abstentions    | Abstentions    | Abstentions    | 1 233 | 40,85  |    |   |  |  |
| Votants        | Votants        | Votants        | 1 785 | 59,15  |    |   |  |  |
| Blancs et nuls | Blancs et nuls | Blancs et nuls | 343   | 19,22  |    |   |  |  |
| Exprimés       | Exprimés       | Exprimés       | 1 442 | 80,78  |    |   |  |  |

### Jallais
- Maire sortant : Jean-Robert Gachet
- 23 sièges à pourvoir au conseil municipal (population légale 2011 : 3 206 habitants)
- 5 sièges à pourvoir au conseil communautaire (CC du Centre Mauges)

|                          | Jean-Robert Gachet * | DVD            | 1 081 | 100,00 | 23 | 5 |  |  |
|                          |                      |                |       |        |    |   |  |  |
| Inscrits                 | Inscrits             | Inscrits       | 2 451 | 100,00 |    |   |  |  |
| Abstentions              | Abstentions          | Abstentions    | 1 002 | 40,88  |    |   |  |  |
| Votants                  | Votants              | Votants        | 1 449 | 59,12  |    |   |  |  |
| Blancs et nuls           | Blancs et nuls       | Blancs et nuls | 368   | 25,40  |    |   |  |  |
| Exprimés                 | Exprimés             | Exprimés       | 1 081 | 74,60  |    |   |  |  |
| * Liste du maire sortant |                      |                |       |        |    |   |  |  |

### La Pommeraye
- Maire sortant : André Grimault
- 27 sièges à pourvoir au conseil municipal (population légale 2011 : 3 990 habitants)
- 5 sièges à pourvoir au conseil communautaire (CC du Canton de Saint-Florent-le-Vieil)

|                          | André Grimault * | DVD            | 1 649 | 100,00 | 27 | 5 |  |  |
|                          |                  |                |       |        |    |   |  |  |
| Inscrits                 | Inscrits         | Inscrits       | 3 069 | 100,00 |    |   |  |  |
| Abstentions              | Abstentions      | Abstentions    | 881   | 28,71  |    |   |  |  |
| Votants                  | Votants          | Votants        | 2 188 | 71,29  |    |   |  |  |
| Blancs et nuls           | Blancs et nuls   | Blancs et nuls | 539   | 24,63  |    |   |  |  |
| Exprimés                 | Exprimés         | Exprimés       | 1 649 | 75,37  |    |   |  |  |
| * Liste du maire sortant |                  |                |       |        |    |   |  |  |

### La Séguinière
- Maire sortant : Jean-Paul Boisneau
- 27 sièges à pourvoir au conseil municipal (population légale 2011 : 3 851 habitants)
- 4 sièges à pourvoir au conseil communautaire (CA Cholet Agglomération)

|                          | Jean-Paul Boisneau * | DVD            | 1 425 | 71,39  | 23 | 4 |  |  |
|                          | David Caron          | DVG            | 571   | 28,60  | 4  |   |  |  |
|                          |                      |                |       |        |    |   |  |  |
| Inscrits                 | Inscrits             | Inscrits       | 3 104 | 100,00 |    |   |  |  |
| Abstentions              | Abstentions          | Abstentions    | 1 049 | 33,80  |    |   |  |  |
| Votants                  | Votants              | Votants        | 2 055 | 66,20  |    |   |  |  |
| Blancs et nuls           | Blancs et nuls       | Blancs et nuls | 59    | 2,87   |    |   |  |  |
| Exprimés                 | Exprimés             | Exprimés       | 1 996 | 97,13  |    |   |  |  |
| * Liste du maire sortant |                      |                |       |        |    |   |  |  |

### La Tessoualle
- Maire sortant : Marc Gental
- 23 sièges à pourvoir au conseil municipal (population légale 2011 : 3 076 habitants)
- 3 sièges à pourvoir au conseil communautaire (CA Cholet Agglomération)

|                          | Marc Gental *  | DVD            | 1 218 | 100,00 | 23 | 3 |  |  |
|                          |                |                |       |        |    |   |  |  |
| Inscrits                 | Inscrits       | Inscrits       | 2 461 | 100,00 |    |   |  |  |
| Abstentions              | Abstentions    | Abstentions    | 1 004 | 40,80  |    |   |  |  |
| Votants                  | Votants        | Votants        | 1 457 | 59,20  |    |   |  |  |
| Blancs et nuls           | Blancs et nuls | Blancs et nuls | 239   | 16,40  |    |   |  |  |
| Exprimés                 | Exprimés       | Exprimés       | 1 218 | 83,60  |    |   |  |  |
| * Liste du maire sortant |                |                |       |        |    |   |  |  |

### Le Lion-d'Angers
- Maire sortant : Étienne Glemot
- 27 sièges à pourvoir au conseil municipal (population légale 2011 : 3 701 habitants)
- 5 sièges à pourvoir au conseil communautaire (CC des Vallées du Haut-Anjou)

|                          | Étienne Glemot * | DVD            | 1 118 | 100,00 | 27 | 5 |  |  |
|                          |                  |                |       |        |    |   |  |  |
| Inscrits                 | Inscrits         | Inscrits       | 3 104 | 100,00 |    |   |  |  |
| Abstentions              | Abstentions      | Abstentions    | 1 356 | 43,69  |    |   |  |  |
| Votants                  | Votants          | Votants        | 1 748 | 56,31  |    |   |  |  |
| Blancs et nuls           | Blancs et nuls   | Blancs et nuls | 630   | 36,04  |    |   |  |  |
| Exprimés                 | Exprimés         | Exprimés       | 1 118 | 63,96  |    |   |  |  |
| * Liste du maire sortant |                  |                |       |        |    |   |  |  |

### Le May-sur-Èvre
- Maire sortant : Alain Picard
- 27 sièges à pourvoir au conseil municipal (population légale 2011 : 3 992 habitants)
- 4 sièges à pourvoir au conseil communautaire (CA Cholet Agglomération)

|                          | Alain Picard *    | DVD            | 1 112 | 59,30  | 22 | 3 |  |  |
|                          | Christophe Menuet | SE             | 763   | 40,69  | 5  | 1 |  |  |
|                          |                   |                |       |        |    |   |  |  |
| Inscrits                 | Inscrits          | Inscrits       | 2 956 | 100,00 |    |   |  |  |
| Abstentions              | Abstentions       | Abstentions    | 1 030 | 34,84  |    |   |  |  |
| Votants                  | Votants           | Votants        | 1 926 | 65,16  |    |   |  |  |
| Blancs et nuls           | Blancs et nuls    | Blancs et nuls | 51    | 2,65   |    |   |  |  |
| Exprimés                 | Exprimés          | Exprimés       | 1 875 | 97,35  |    |   |  |  |
| * Liste du maire sortant |                   |                |       |        |    |   |  |  |

### Les Ponts-de-Cé
- Maire sortant : Joël Bigot
- 33 sièges à pourvoir au conseil municipal (population légale 2011 : 11 780 habitants)
- 4 sièges à pourvoir au conseil communautaire (CU Angers Loire Métropole)

| Tête de liste            | Tête de liste  | Liste          | Premier tour | Premier tour | Second tour | Second tour | Sièges | Sièges |
| Tête de liste            | Tête de liste  | Liste          | Voix         | %            | Voix        | %           | CM     | CC     |
| ------------------------ | -------------- | -------------- | ------------ | ------------ | ----------- | ----------- | ------ | ------ |
|                          | Joël Bigot *   | PS             | 2 623        | 48,49        | 2 735       | 49,93       | 25     | 3      |
|                          | David Colin    | UMP-UDI        | 1 991        | 36,80        | 2 233       | 40,77       | 7      | 1      |
|                          | Didier Bourdin | EXG            | 575          | 10,63        | 509         | 9,29        | 1      |        |
|                          | Didier Lizé    | EXG            | 220          | 4,06         |             |             |        |        |
|                          |                |                |              |              |             |             |        |        |
| Inscrits                 | Inscrits       | Inscrits       | 9 248        | 100,00       | 9 248       | 100,00      |        |        |
| Abstentions              | Abstentions    | Abstentions    | 3 631        | 39,26        | 3 576       | 38,67       |        |        |
| Votants                  | Votants        | Votants        | 5 617        | 60,74        | 5 672       | 61,33       |        |        |
| Blancs et nuls           | Blancs et nuls | Blancs et nuls | 208          | 3,70         | 195         | 3,44        |        |        |
| Exprimés                 | Exprimés       | Exprimés       | 5 409        | 96,30        | 5 477       | 96,56       |        |        |
| * Liste du maire sortant |                |                |              |              |             |             |        |        |

### Longué-Jumelles
- Maire sortant : Frédéric Mortier
- 29 sièges à pourvoir au conseil municipal (population légale 2011 : 6 832 habitants)
- 11 sièges à pourvoir au conseil communautaire (CA Saumur Val de Loire)

|                          | Frédéric Mortier *   | DVD            | 2 194 | 67,52  | 25 | 10 |  |  |
|                          | Jean-Noël Marionneau | DVD            | 1 055 | 32,47  | 4  | 1  |  |  |
|                          |                      |                |       |        |    |    |  |  |
| Inscrits                 | Inscrits             | Inscrits       | 4 973 | 100,00 |    |    |  |  |
| Abstentions              | Abstentions          | Abstentions    | 1 567 | 31,51  |    |    |  |  |
| Votants                  | Votants              | Votants        | 3 406 | 68,49  |    |    |  |  |
| Blancs et nuls           | Blancs et nuls       | Blancs et nuls | 157   | 4,61   |    |    |  |  |
| Exprimés                 | Exprimés             | Exprimés       | 3 249 | 95,39  |    |    |  |  |
| * Liste du maire sortant |                      |                |       |        |    |    |  |  |

### Maulévrier
- Maire sortant : Jean-Pierre Chavassieux
- 23 sièges à pourvoir au conseil municipal (population légale 2011 : 3 242 habitants)
- 5 sièges à pourvoir au conseil communautaire (CA Cholet Agglomération)

|                          | Jean-Pierre Chavassieux * | DVD            | 1 040 | 100,00 | 23 | 5 |  |  |
|                          |                           |                |       |        |    |   |  |  |
| Inscrits                 | Inscrits                  | Inscrits       | 2 309 | 100,00 |    |   |  |  |
| Abstentions              | Abstentions               | Abstentions    | 989   | 42,83  |    |   |  |  |
| Votants                  | Votants                   | Votants        | 1 320 | 57,17  |    |   |  |  |
| Blancs et nuls           | Blancs et nuls            | Blancs et nuls | 280   | 21,21  |    |   |  |  |
| Exprimés                 | Exprimés                  | Exprimés       | 1 040 | 78,79  |    |   |  |  |
| * Liste du maire sortant |                           |                |       |        |    |   |  |  |

### Mazé
- Maire sortant : Christophe Pot
- 27 sièges à pourvoir au conseil municipal (population légale 2011 : 4 879 habitants)
- 9 sièges à pourvoir au conseil communautaire (CC de Beaufort-en-Anjou)

|                          | Christophe Pot * | DVD            | 1 921 | 100,00 | 27 | 9 |  |  |
|                          |                  |                |       |        |    |   |  |  |
| Inscrits                 | Inscrits         | Inscrits       | 3 511 | 100,00 |    |   |  |  |
| Abstentions              | Abstentions      | Abstentions    | 1 238 | 35,26  |    |   |  |  |
| Votants                  | Votants          | Votants        | 2 273 | 64,74  |    |   |  |  |
| Blancs et nuls           | Blancs et nuls   | Blancs et nuls | 352   | 15,49  |    |   |  |  |
| Exprimés                 | Exprimés         | Exprimés       | 1 921 | 84,51  |    |   |  |  |
| * Liste du maire sortant |                  |                |       |        |    |   |  |  |

### Montjean-sur-Loire
- Maire sortant : Christian Maillet
- 23 sièges à pourvoir au conseil municipal (population légale 2011 : 3 028 habitants)
- 4 sièges à pourvoir au conseil communautaire (CC du Canton de Saint-Florent-le-Vieil)

|                          | Christian Maillet * | DVD            | 940   | 56,76  | 18 | 3 |  |  |
|                          | Isabelle Monfray    | DVG            | 581   | 35,08  | 4  | 1 |  |  |
|                          | Anthony Yvon        | FN             | 135   | 8,15   | 1  |   |  |  |
|                          |                     |                |       |        |    |   |  |  |
| Inscrits                 | Inscrits            | Inscrits       | 2 266 | 100,00 |    |   |  |  |
| Abstentions              | Abstentions         | Abstentions    | 558   | 24,62  |    |   |  |  |
| Votants                  | Votants             | Votants        | 1 708 | 75,38  |    |   |  |  |
| Blancs et nuls           | Blancs et nuls      | Blancs et nuls | 52    | 3,04   |    |   |  |  |
| Exprimés                 | Exprimés            | Exprimés       | 1 656 | 96,96  |    |   |  |  |
| * Liste du maire sortant |                     |                |       |        |    |   |  |  |

### Montreuil-Bellay
- Maire sortant : Jocelyne Martin
- 27 sièges à pourvoir au conseil municipal (population légale 2011 : 4 034 habitants)
- 4 sièges à pourvoir au conseil communautaire (CA Saumur Val de Loire)

|                          | Marc Bonnin       | DVD            | 1 092 | 58,67  | 22 | 3 |  |  |
|                          | Jocelyne Martin * | DVG            | 769   | 41,32  | 5  | 1 |  |  |
|                          |                   |                |       |        |    |   |  |  |
| Inscrits                 | Inscrits          | Inscrits       | 2 855 | 100,00 |    |   |  |  |
| Abstentions              | Abstentions       | Abstentions    | 882   | 30,89  |    |   |  |  |
| Votants                  | Votants           | Votants        | 1 973 | 69,11  |    |   |  |  |
| Blancs et nuls           | Blancs et nuls    | Blancs et nuls | 112   | 5,68   |    |   |  |  |
| Exprimés                 | Exprimés          | Exprimés       | 1 861 | 94,32  |    |   |  |  |
| * Liste du maire sortant |                   |                |       |        |    |   |  |  |

### Montreuil-Juigné
- Maire sortant : Bernard Witasse
- 29 sièges à pourvoir au conseil municipal (population légale 2011 : 7 135 habitants)
- 2 sièges à pourvoir au conseil communautaire (CU Angers Loire Métropole)

| Tête de liste            | Tête de liste     | Liste          | Premier tour | Premier tour | Second tour | Second tour | Sièges | Sièges |
| Tête de liste            | Tête de liste     | Liste          | Voix         | %            | Voix        | %           | CM     | CC     |
| ------------------------ | ----------------- | -------------- | ------------ | ------------ | ----------- | ----------- | ------ | ------ |
|                          | Stéphane Piednoir | SE             | 1 593        | 41,45        | 2 097       | 54,98       | 23     | 2      |
|                          | Bernard Witasse * | PS             | 1 437        | 37,39        | 1 717       | 45,01       | 6      |        |
|                          | Philippe Joly     | DVG            | 813          | 21,15        |             |             |        |        |
|                          |                   |                |              |              |             |             |        |        |
| Inscrits                 | Inscrits          | Inscrits       | 5 714        | 100,00       | 5 714       | 100,00      |        |        |
| Abstentions              | Abstentions       | Abstentions    | 1 739        | 30,43        | 1 693       | 29,63       |        |        |
| Votants                  | Votants           | Votants        | 3 975        | 69,57        | 4 021       | 70,37       |        |        |
| Blancs et nuls           | Blancs et nuls    | Blancs et nuls | 132          | 3,32         | 207         | 5,15        |        |        |
| Exprimés                 | Exprimés          | Exprimés       | 3 843        | 96,68        | 3 814       | 94,85       |        |        |
| * Liste du maire sortant |                   |                |              |              |             |             |        |        |

### Mûrs-Erigné
- Maire sortant : Philippe Bodard
- 29 sièges à pourvoir au conseil municipal (population légale 2011 : 5 348 habitants)
- 2 sièges à pourvoir au conseil communautaire (CU Angers Loire Métropole)

| Tête de liste            | Tête de liste     | Liste          | Premier tour | Premier tour | Second tour | Second tour | Sièges | Sièges |
| Tête de liste            | Tête de liste     | Liste          | Voix         | %            | Voix        | %           | CM     | CC     |
| ------------------------ | ----------------- | -------------- | ------------ | ------------ | ----------- | ----------- | ------ | ------ |
|                          | Damien Coiffard   | DVD            | 1 008        | 36,48        | 1 374       | 46,92       | 22     | 2      |
|                          | Philippe Bodard * | DVG            | 960          | 34,74        | 1 071       | 36,57       | 5      |        |
|                          | Philippe Aguilar  | DVG            | 795          | 28,77        | 483         | 16,49       | 2      |        |
|                          |                   |                |              |              |             |             |        |        |
| Inscrits                 | Inscrits          | Inscrits       | 4 162        | 100,00       | 4 162       | 100,00      |        |        |
| Abstentions              | Abstentions       | Abstentions    | 1 296        | 31,14        | 1 166       | 28,02       |        |        |
| Votants                  | Votants           | Votants        | 2 866        | 68,86        | 2 996       | 71,98       |        |        |
| Blancs et nuls           | Blancs et nuls    | Blancs et nuls | 103          | 3,59         | 68          | 2,27        |        |        |
| Exprimés                 | Exprimés          | Exprimés       | 2 763        | 96,41        | 2 928       | 97,73       |        |        |
| * Liste du maire sortant |                   |                |              |              |             |             |        |        |

### Pouancé
- Maire sortant : Pierrick Esnault
- 23 sièges à pourvoir au conseil municipal (population légale 2011 : 3 079 habitants)
- 9 sièges à pourvoir au conseil communautaire (CC de la Région de Pouancé-Combrée)

|                          | Pierrick Esnault * | SE             | 956   | 67,84  | 20 | 8 |  |  |
|                          | Patrick Warin      | DVG            | 453   | 32,15  | 3  | 1 |  |  |
|                          |                    |                |       |        |    |   |  |  |
| Inscrits                 | Inscrits           | Inscrits       | 2 248 | 100,00 |    |   |  |  |
| Abstentions              | Abstentions        | Abstentions    | 716   | 31,85  |    |   |  |  |
| Votants                  | Votants            | Votants        | 1 532 | 68,15  |    |   |  |  |
| Blancs et nuls           | Blancs et nuls     | Blancs et nuls | 123   | 8,03   |    |   |  |  |
| Exprimés                 | Exprimés           | Exprimés       | 1 409 | 91,97  |    |   |  |  |
| * Liste du maire sortant |                    |                |       |        |    |   |  |  |

### Saint-Barthélemy-d'Anjou
- Maire sortant : Jean-François Jeanneteau
- 29 sièges à pourvoir au conseil municipal (population légale 2011 : 8 600 habitants)
- 3 sièges à pourvoir au conseil communautaire (CU Angers Loire Métropole)

| Tête de liste  | Tête de liste     | Liste          | Premier tour | Premier tour | Second tour | Second tour | Sièges | Sièges |
| Tête de liste  | Tête de liste     | Liste          | Voix         | %            | Voix        | %           | CM     | CC     |
| -------------- | ----------------- | -------------- | ------------ | ------------ | ----------- | ----------- | ------ | ------ |
|                | Dominique Bréjeon | SE             | 1 677        | 39,62        | 1 816       | 42,88       | 21     | 2      |
|                | Géraldine Guyon   | DVD            | 1 342        | 31,71        | 1 517       | 35,82       | 5      | 1      |
|                | Dominique Provost | PS-PCF-EELV    | 853          | 20,15        | 902         | 21,29       | 3      |        |
|                | Laurent Lelièvre  | PCF            | 360          | 8,50         |             |             |        |        |
|                |                   |                |              |              |             |             |        |        |
| Inscrits       | Inscrits          | Inscrits       | 7 047        | 100,00       | 7 046       | 100,00      |        |        |
| Abstentions    | Abstentions       | Abstentions    | 2 613        | 37,08        | 2 616       | 37,13       |        |        |
| Votants        | Votants           | Votants        | 4 434        | 62,92        | 4 430       | 62,87       |        |        |
| Blancs et nuls | Blancs et nuls    | Blancs et nuls | 202          | 4,56         | 195         | 4,40        |        |        |
| Exprimés       | Exprimés          | Exprimés       | 4 232        | 95,44        | 4 235       | 95,60       |        |        |

### Saint-Georges-sur-Loire
- Maire sortant : Daniel Froger
- 23 sièges à pourvoir au conseil municipal (population légale 2011 : 3 400 habitants)
- 4 sièges à pourvoir au conseil communautaire (CC Loire Layon Aubance)

|                          | Daniel Froger * | DVG            | 966   | 100,00 | 23 | 4 |  |  |
|                          |                 |                |       |        |    |   |  |  |
| Inscrits                 | Inscrits        | Inscrits       | 2 410 | 100,00 |    |   |  |  |
| Abstentions              | Abstentions     | Abstentions    | 978   | 40,58  |    |   |  |  |
| Votants                  | Votants         | Votants        | 1 432 | 59,42  |    |   |  |  |
| Blancs et nuls           | Blancs et nuls  | Blancs et nuls | 466   | 32,54  |    |   |  |  |
| Exprimés                 | Exprimés        | Exprimés       | 966   | 67,46  |    |   |  |  |
| * Liste du maire sortant |                 |                |       |        |    |   |  |  |

### Saint-Macaire-en-Mauges
- Maire sortant : Jacques Hy
- 29 sièges à pourvoir au conseil municipal (population légale 2011 : 6 970 habitants)
- 8 sièges à pourvoir au conseil communautaire (CC Moine et Sèvre)

|                | Isabelle Volant        | DVD            | 1 705 | 51,01  | 22 | 7 |  |  |
|                | Laurence Adrien-Bigeon | DVG            | 1 097 | 32,82  | 5  | 1 |  |  |
|                | Pierre Deveche         | SE             | 540   | 16,15  | 2  |   |  |  |
|                |                        |                |       |        |    |   |  |  |
| Inscrits       | Inscrits               | Inscrits       | 4 843 | 100,00 |    |   |  |  |
| Abstentions    | Abstentions            | Abstentions    | 1 378 | 28,45  |    |   |  |  |
| Votants        | Votants                | Votants        | 3 465 | 71,55  |    |   |  |  |
| Blancs et nuls | Blancs et nuls         | Blancs et nuls | 123   | 3,55   |    |   |  |  |
| Exprimés       | Exprimés               | Exprimés       | 3 342 | 96,45  |    |   |  |  |

### Saint-Pierre-Montlimart
- Maire sortant : Serge Piou
- 23 sièges à pourvoir au conseil municipal (population légale 2011 : 3 391 habitants)
- 5 sièges à pourvoir au conseil communautaire (CC Montrevault Communauté)

|                          | Serge Piou *   | DVD            | 1 324 | 100,00 | 23 | 5 |  |  |
|                          |                |                |       |        |    |   |  |  |
| Inscrits                 | Inscrits       | Inscrits       | 2 539 | 100,00 |    |   |  |  |
| Abstentions              | Abstentions    | Abstentions    | 1 049 | 41,32  |    |   |  |  |
| Votants                  | Votants        | Votants        | 1 490 | 58,68  |    |   |  |  |
| Blancs et nuls           | Blancs et nuls | Blancs et nuls | 166   | 11,14  |    |   |  |  |
| Exprimés                 | Exprimés       | Exprimés       | 1 324 | 88,86  |    |   |  |  |
| * Liste du maire sortant |                |                |       |        |    |   |  |  |

### Saint-Sylvain-d'Anjou
- Maire sortant : Claude Genevaise
- 27 sièges à pourvoir au conseil municipal (population légale 2011 : 4 449 habitants)
- 2 sièges à pourvoir au conseil communautaire (CA Angers Loire Métropole)

|                | François Gernigon    | DVD            | 1 276 | 55,30  | 21 | 2 |  |  |
|                | Nicolas Saint Jalmes | DVD            | 1 031 | 44,69  | 6  |   |  |  |
|                |                      |                |       |        |    |   |  |  |
| Inscrits       | Inscrits             | Inscrits       | 3 492 | 100,00 |    |   |  |  |
| Abstentions    | Abstentions          | Abstentions    | 1 048 | 30,01  |    |   |  |  |
| Votants        | Votants              | Votants        | 2 444 | 69,99  |    |   |  |  |
| Blancs et nuls | Blancs et nuls       | Blancs et nuls | 137   | 5,61   |    |   |  |  |
| Exprimés       | Exprimés             | Exprimés       | 2 307 | 94,39  |    |   |  |  |

### Sainte-Gemmes-sur-Loire
- Maire sortant : Laurent Damour
- 27 sièges à pourvoir au conseil municipal (population légale 2011 : 3 774 habitants)
- 2 sièges à pourvoir au conseil communautaire (CU Angers Loire Métropole)

|                          | Laurent Damour * | DVD            | 1 017 | 55,51  | 21 | 2 |  |  |
|                          | Gérard Siette    | DVG            | 815   | 44,48  | 6  |   |  |  |
|                          |                  |                |       |        |    |   |  |  |
| Inscrits                 | Inscrits         | Inscrits       | 2 820 | 100,00 |    |   |  |  |
| Abstentions              | Abstentions      | Abstentions    | 882   | 31,28  |    |   |  |  |
| Votants                  | Votants          | Votants        | 1 938 | 68,72  |    |   |  |  |
| Blancs et nuls           | Blancs et nuls   | Blancs et nuls | 106   | 5,47   |    |   |  |  |
| Exprimés                 | Exprimés         | Exprimés       | 1 832 | 94,53  |    |   |  |  |
| * Liste du maire sortant |                  |                |       |        |    |   |  |  |

### Saumur
- Maire sortant : Michel Apchin
- 35 sièges à pourvoir au conseil municipal (population légale 2011 : 27 093 habitants)
- 25 sièges à pourvoir au conseil communautaire (CA Saumur Val de Loire)

| Tête de liste            | Tête de liste           | Liste          | Premier tour | Premier tour | Second tour | Second tour | Sièges | Sièges |
| Tête de liste            | Tête de liste           | Liste          | Voix         | %            | Voix        | %           | CM     | CC     |
| ------------------------ | ----------------------- | -------------- | ------------ | ------------ | ----------- | ----------- | ------ | ------ |
|                          | Michel Apchin *         | UMP-UDI        | 3 675        | 31,15        | 4 840       | 39,89       | 7      | 5      |
|                          | Jean-Michel Marchand    | DVG            | 2 637        | 22,35        | 5 304       | 43,71       | 26     | 18     |
|                          | Jackie Goulet           | DVG            | 2 635        | 22,33        |             |             |        |        |
|                          | Monique Lieumont Briand | FN             | 1 351        | 11,45        | 978         | 8,06        | 1      | 1      |
|                          | Stéphane Robin          | SE             | 1 313        | 11,13        | 1 011       | 8,33        | 1      | 1      |
|                          | Dany Rosier             | POI            | 185          | 1,56         |             |             |        |        |
|                          |                         |                |              |              |             |             |        |        |
| Inscrits                 | Inscrits                | Inscrits       | 19 517       | 100,00       | 19 517      | 100,00      |        |        |
| Abstentions              | Abstentions             | Abstentions    | 7 377        | 37,80        | 7 061       | 36,18       |        |        |
| Votants                  | Votants                 | Votants        | 12 140       | 62,20        | 12 456      | 63,82       |        |        |
| Blancs et nuls           | Blancs et nuls          | Blancs et nuls | 344          | 2,83         | 323         | 2,59        |        |        |
| Exprimés                 | Exprimés                | Exprimés       | 11 796       | 97,17        | 12 133      | 97,41       |        |        |
| * Liste du maire sortant |                         |                |              |              |             |             |        |        |

### Segré
- Maire sortant : Gilles Grimaud
- 29 sièges à pourvoir au conseil municipal (population légale 2011 : 6 921 habitants)
- 7 sièges à pourvoir au conseil communautaire (CC du Canton de Segré)

|                          | Gilles Grimaud * | DVD            | 1 698 | 56,78  | 23 | 6 |  |  |
|                          | Emmanuel Drouin  | DVG            | 1 292 | 43,21  | 6  | 1 |  |  |
|                          |                  |                |       |        |    |   |  |  |
| Inscrits                 | Inscrits         | Inscrits       | 5 038 | 100,00 |    |   |  |  |
| Abstentions              | Abstentions      | Abstentions    | 1 912 | 37,95  |    |   |  |  |
| Votants                  | Votants          | Votants        | 3 126 | 62,05  |    |   |  |  |
| Blancs et nuls           | Blancs et nuls   | Blancs et nuls | 136   | 4,35   |    |   |  |  |
| Exprimés                 | Exprimés         | Exprimés       | 2 990 | 95,65  |    |   |  |  |
| * Liste du maire sortant |                  |                |       |        |    |   |  |  |

### Tiercé
- Maire sortant : André Seguin
- 27 sièges à pourvoir au conseil municipal (population légale 2011 : 4 232 habitants)
- 9 sièges à pourvoir au conseil communautaire (CC Anjou Loir et Sarthe)

|                          | André Seguin * | DVD            | 1 398 | 68,09  | 23 | 8 |  |  |
|                          | Martine Bolze  | SE             | 655   | 31,90  | 4  | 1 |  |  |
|                          |                |                |       |        |    |   |  |  |
| Inscrits                 | Inscrits       | Inscrits       | 3 211 | 100,00 |    |   |  |  |
| Abstentions              | Abstentions    | Abstentions    | 1 036 | 32,26  |    |   |  |  |
| Votants                  | Votants        | Votants        | 2 175 | 67,74  |    |   |  |  |
| Blancs et nuls           | Blancs et nuls | Blancs et nuls | 122   | 5,61   |    |   |  |  |
| Exprimés                 | Exprimés       | Exprimés       | 2 053 | 94,39  |    |   |  |  |
| * Liste du maire sortant |                |                |       |        |    |   |  |  |

### Trélazé
- Maire sortant : Marc Goua
- 33 sièges à pourvoir au conseil municipal (population légale 2011 : 12 562 habitants)
- 4 sièges à pourvoir au conseil communautaire (CU Angers Loire Métropole)

|                          | Marc Goua *          | PS             | 3 043 | 62,66  | 28 | 4 |  |  |
|                          | Boris Battais        | FG             | 883   | 18,18  | 3  |   |  |  |
|                          | Jean-François Garcia | DVG            | 727   | 14,97  | 2  |   |  |  |
|                          | Philippe Lebrun      | LO             | 203   | 4,18   |    |   |  |  |
|                          |                      |                |       |        |    |   |  |  |
| Inscrits                 | Inscrits             | Inscrits       | 8 643 | 100,00 |    |   |  |  |
| Abstentions              | Abstentions          | Abstentions    | 3 431 | 39,70  |    |   |  |  |
| Votants                  | Votants              | Votants        | 5 212 | 60,30  |    |   |  |  |
| Blancs et nuls           | Blancs et nuls       | Blancs et nuls | 356   | 6,83   |    |   |  |  |
| Exprimés                 | Exprimés             | Exprimés       | 4 856 | 93,17  |    |   |  |  |
| * Liste du maire sortant |                      |                |       |        |    |   |  |  |

### Vihiers
- Maire sortant : Philippe Algoët
- 27 sièges à pourvoir au conseil municipal (population légale 2011 : 4 315 habitants)
- 9 sièges à pourvoir au conseil communautaire (CC du Vihiersois Haut-Layon)

|                          | Philippe Algoët * | DVD            | 1 451 | 100,00 | 27 | 9 |  |  |
|                          |                   |                |       |        |    |   |  |  |
| Inscrits                 | Inscrits          | Inscrits       | 3 090 | 100,00 |    |   |  |  |
| Abstentions              | Abstentions       | Abstentions    | 1 264 | 40,91  |    |   |  |  |
| Votants                  | Votants           | Votants        | 1 826 | 59,09  |    |   |  |  |
| Blancs et nuls           | Blancs et nuls    | Blancs et nuls | 375   | 20,54  |    |   |  |  |
| Exprimés                 | Exprimés          | Exprimés       | 1 451 | 79,46  |    |   |  |  |
| * Liste du maire sortant |                   |                |       |        |    |   |  |  |